# رانسدورپ
رانسدورپ (به هلندی: Ransdorp) یک منطقهٔ مسکونی در هلند است که در Amsterdam واقع شده‌است.